# William Lockhart Bogle
William Lockhart Bogle (* 23. Februar 1857 in Cawder Cottage (Cawder House) bei Glasgow, Lanarkshire, Schottland; † 1900 in Watford, Hertfordshire, England) war ein britischer Porträt- und Genremaler sowie Illustrator der Düsseldorfer Schule.

## Leben

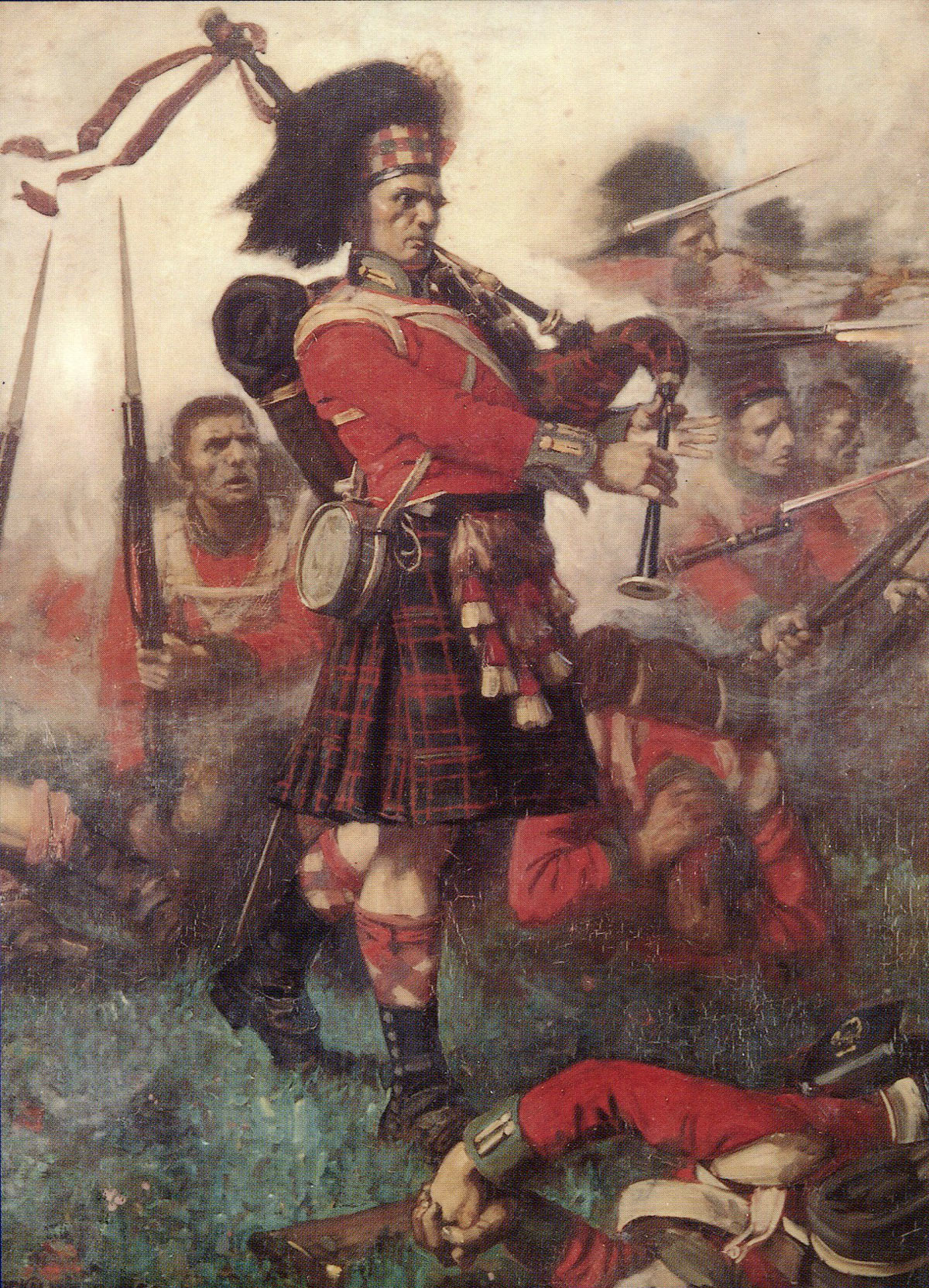
Battle of Waterloo Piper (Dudelsackpfeifer in der Schlacht von Waterloo), Porträt des Pfeifers Kenneth Mackay der 79th Cameron Highlanders, 1893

Bereits in jungen Jahren strebte Bogle, eines von acht Kindern des Ehepaares Hugh Bogle (* 1811) und Alexandrina Jessie Macrae (1827–1900), nach einer Ausbildung zum Kunstmaler. In den Jahren 1881 bis 1883 studierte er zunächst in Düsseldorf. An der Kunstakademie Düsseldorf besuchte er 1882 die „Vereinigte Malklasse“ von Julius Roeting und Eduard Gebhardt, die seine dortigen Leistungen mit „sehr gut“ bewerteten. Danach setzte er sein Studium in Glasgow fort. Anschließend lebte Bogle in Bushey, ab 1887 in London.
Bogle schuf Genrebilder, darunter 1890 das Gemälde Reading to Grandfather, und Porträts, darunter im Jahr 1892 das des Premierministers Benjamin Disraeli, das später zur Ausstattung des Dienstsitzes 10 Downing Street genutzt wurde. Viele Jahre lebte er als Illustrator für Zeitungen, Magazine und Buchverlage.
In der Zeit zwischen 1883 und 1893 stellte er in der Royal Academy of Arts und in Galerien der Londoner Suffolk Street aus, etwa in der Royal Society of British Artists. Während seiner Düsseldorfer Studienzeit war er in der Royal Scottish Academy vertreten.